# Božji služabnik
Božji služabnik (lat.: Servus Dei) je v katoliški cerkvi naslov za osebo, za katero se izpričuje, da je pobožna v svoji veri. Ta naziv dobi oseba ob pričetku škofijskega postopka za ugotavljanje svetosti, to je v cerkvenem procesu priznanja možne beatifikacije in kanonizacije. 
V pravoslavju se ta izraz nanaša na vsakega pripadnika pravoslavne vere. Arabsko ime Abdullah  (عبد الله 'Abd Allah »Božji služabnik«); hebrejsko ime Obadija (עובדיה) in nemško ime Gottschalk pomenijo »božji služabnik«.

Beseda »Božji služabnik« se v Bibliji pojavlja osemkrat, štirikrat v Stari zavezi in štirikrat v Novi zavezi.
Naslova »Božji služabnik« (lat. Servus Dei) ne smemo zamenjevati z naslovom »služabnik Božjega služabnika« (lat. Servus Servorum Dei), enega od papeških naslovov.
- Anton Vovk, ljubljanski nadškof in metropolit
- Andrej Majcen, duhovnik in misijonar
- Anton Mahnič, teolog, škof na Krku, pesnik, pisatelj

Prejetje naziva »Božji služabnik« je prvi od štirih korakov v procesu kanonizacije. Naslednji korak je razglasitev »častitljivega Božjega služabnika«, po uradni potrditvi odloka o njegovem junaštvu in/ali mučeništvu. Poleg dokazovanja zglednega in svetega življenja, da bi nekoga lahko oznanjali za »blaženega«, je treba neizpodbitno dokazati čudež, ki se je zgodil nekomu, ki se je (ali so ga) v molitvi priporočali kandidatu za svetnika. Običajno je to čudežno ozdravljenje ali čudežna rešitev iz smrtne nevarnosti, ki je ni mogoče razložiti kot posledico medicinskega zdravljenja ali običajnega zaporedja dogodkov. Zadnji korak procesa kanonizacije je razglasitev osebe za svetnika.
Izraelska spominska organizacija Jad Vašem (Yad Vashem) podeljuje naziv »pravičnega med narodi«, ki ga prejmejo tisti nejudje, ki so tvegali svoja življenja za pomoč Judom v času holokavsta.